# Rafael Zaldívar
Rafael Zaldívar (San Alejo, La Unión, 1884 - Paris, 2 de março de 1903) foi um médico, político e presidente de El Salvador entre 1876 e 1885.